# Bittersød natskygge
Bittersød natskygge (Solanum dulcamara) er en klatrende halvbusk, der kan blive op til 2 meter høj. I Danmark vokser den almindeligt f.eks. i fugtig skov, på strandvolde og i klitter. Alle dele af planten er giftige på grund af et indhold af steroidalkaloider. Giftindholdet er så højt, at 30-40 umodne bær er dødelig dosis for småbørn.

## Beskrivelse
Bittersød natskygge er en flerårig, klatrende halvbusk. Stænglerne er glatte med rundt tværsnit, men de nederste dele kan udvikle uregelmæssige vinger, og efterhånden bliver de træagtige. Bladene sidder spredt, og de er hele og ægformede. Inderst mod stilken har bladene ofte spydformede flige. Oversiden er blank og græsgrøn, mens undersiden er mat lysegrøn.
Planten blomstrer i juni-august. Blomsterne er samlet i endestillede stande, og de enkelte blomster er stjerneformede og mørkt violette med tilbagebøjede kronblade og støvdragerne samlet i en gul, midtstillet kegle. Frugterne er ægformede, røde bær.
Rodnettet er trævlet og højtliggende.
Højde x bredde og årlig tilvækst: 1,80 x 0,50 m (180 x 50 cm/år).

## Voksested
Bittersød natskygge er udbredt i Nordafrika, Kaukasus, Central- og Østasien samt Europa, herunder Danmark, hvor den er almindelig i det meste af landet. Den vokser på våd, næringsrig bund i krat og rørsumpe, i grøfter, på strandvolde, ved åer og i klitter.
I de såkaldte ”fuglekøjer” på Fanø findes den sammen med bl.a. alm. fredløs, dunbirk, duskfredløs, firkløft, glanspil, glat dueurt, gul iris, kærgaltetand, rødel, seljepil, stor nælde, sværtevæld, tørst og vild ribs.
| Portal | Portal:Botanik |